# Denver, az utolsó dinoszaurusz (televíziós sorozat, 1988)
A Denver, az utolsó dinoszaurusz (eredeti cím: Denver, the Last Dinosaur) 1988-ban futott amerikai televíziós rajzfilmsorozat, amelyet Tom Burton rendezett. A zenéjét Dale Schacker szerezte, a producere Franklin Cofod. Amerikában 1988. március 31. és 1988. április 14. között a Syndication vetítette, Franciaországban az FR3 sugározta, Magyarországon korábban az MTV2 tűzte műsorra, később pedig a TV3 adta le.

## Cselekmény
Néhány lelkes fiatal egy építkezésen egy dinoszaurusz-tojást talál, melyből előttük egy kis zöld dínó kel ki. Elhatározzák, hogy megtartják mint háziállatot, és megvédik az emberektől, akik minden bizonnyal állatkertbe dugnák. Egy közelben elhaladó buszon lévő Denver reklámról a kis jövevényt is Denvernek nevezik el. Denver csatlakozik a fiúkhoz, akiknek saját rockzenekaruk van.

## Szereplők
| Szereplő                  | Eredeti hang   | Magyar hang                                  |
| ------------------------- | -------------- | -------------------------------------------- |
| Denver                    | Frank Anderson | Csonka András                                |
| Wally Adams               | Adam Clark     | Lippai László                                |
| Jeremy                    | Adam Clark     | Zalán János                                  |
| Mario                     | Cam Clarke     | Bor Zoltán                                   |
| Shades                    | Cam Clarke     | Boros Zoltán                                 |
| Casey                     | Kath Soucie    | Somlai Edina                                 |
| Heather Adams             | Kath Soucie    | Balogh Erika                                 |
| Joy Chin                  | Kath Soucie    | Vicsek Eszter                                |
| "Maszlag" Morton Fizzback | Brian Cummings | Szilágyi Tibor                               |
| Funt Professzor           | Brian Cummings | Ivánka Csaba (1. részben) Szombathy Gyula    |
| Chet                      | Rob Paulsen    | Réczey Tamás                                 |
| Nick                      | Rob Paulsen    | Horváth Zoltán                               |
| Scott                     | Rob Paulsen    | Bartucz Attila                               |
| Chin professzor           | Jack Angel     | Beregi Péter (1. részben) Horváth Sándor     |
| Balhés Bertha             | June Foray     | Máthé Erzsi                                  |
| Freddy Facknitts          | N/A            | Fülöp Ervin (1. hang) Görög László (2. hang) |
| Adams apuka               | N/A            | Verebély Iván                                |
| Adams anyuka              | N/A            | Dallos Szilvia                               |
| Mr. McNally               | N/A            | Bálint György                                |
| Mesélő                    | N/A            | Acél Anna (1. részben)                       |

- Énekhangok: Vikidál Gyula, Kováts Kriszta, Lengyel Kati, Bardóczy Attila
- További magyar hangok: Andresz Kati, Antal László, Balázsi Gyula, Barbinek Péter, Bencze Ilona, Bognár Zsolt, Botár Endre, Bregyán Péter, Csankó Zoltán, Csellár Réka, Csurka László, Dobránszky Zoltán, Elekes Pál, Forgács Péter, Gesztesi Károly, Görög László, Gyimesi Pálma, Halász Aranka, Hankó Attila, Izsóf Vilmos, Jáki Béla, Kardos Gábor, Kassai Károly, Kenderesi Tibor, Kisfalussy Bálint, Kósa András, Kovács István, Kökényessy Ági, Kránitz Lajos, Kristóf Tibor, Laklóth Aladár, Légrádi Gergő, Márton András, Melis Gábor, Menszátor Magdolna, Mihályi Győző, Minárovits Péter, Náray Teri, Némedi Mari, Oláh Zsuzsa, Papp Ágnes, Perlaki István, Radó Denise, Reviczky Gábor, Rosta Sándor, Sáfár Anikó, Schnell Ádám, Simon Péter, Soós László, Sörös Sándor, Sugár László, Széles László, Szinovál Gyula, Szuhay Balázs, Tábori Nóra, Trokán Péter, Uri István, Vadász Bea, Vándor Éva, Várnagy Kati, Vass Gábor, Végh Péter, Versényi László, Vogt Károly, Zubornyák Zoltán

## Szinkronstábok
| Magyar változat munkatársai | Magyar változat munkatársai        |
| --------------------------- | ---------------------------------- |
| Felolvasó                   | Kertész Zsuzsa                     |
| Magyar szöveg               | Nedeczky Edit                      |
| Hangmérnök                  | Miklós Miklós                      |
| Rendezőasszisztens          | Nikodém Zsigmond                   |
| Vágó                        | Kocsis Éva                         |
| Gyártásvezető               | Miklai Mária Pálinkó Mária         |
| Zenei munkatárs             | Pethő Zsolt                        |
| Szinkronrendező             | Rehorovszky Béla                   |
| Szinkronstúdió              | Magyar Szinkron- és Videó Vállalat |
| Megrendelő                  | MTV2                               |

## Epizódok

### 1. évad
| Sor. | Év. | Cím                                                        | Premier                                 |
| ---- | --- | ---------------------------------------------------------- | --------------------------------------- |
| 1.   | 1.  | Denver, az utolsó dinoszaurusz (Denver, the Last Dinosaur) | 1988. március 31. 1990. december 9.     |
| 2.   | 2.  | Jóból is megárt a sok (In the Chips)                       | 1988. szeptember 10. 1990. december 16. |
| 3.   | 3.  | Videó, óh! (Videoohhh!)                                    | 1988. szeptember 17. 1991. április 13.  |
| 4.   | 4.  | A holttavi szörny (The Monster of Lost Lake)               | 1988. szeptember 24. 1991. április 20.  |
| 5.   | 5.  | Denver, a modell (Denver Makes the Grade)                  | 1988. október 1. 1991. április 27.      |
| 6.   | 6.  | Denver, a nagy attrakció (Big Top Denver)                  | 1988. október 8. 1991. május 4.         |
| 7.   | 7.  | A félreértés (The Misunderstanding)                        | 1988. október 15. 1991. május 11.       |
| 8.   | 8.  | Botrány az állatkertben (Lions, Tigers and Dinos)          | 1988. október 22. 1991. május 18.       |
| 9.   | 9.  | Pálfordulás (Change of Heart)                              | 1988. október 29. 1991. május 25.       |
| 10.  | 10. | Denver, a nagy matador (Broncosaurus)                      | 1988. november 5. 1991. június 1.       |
| 11.  | 11. | Denver, a szupersztár (Denver, Dino-Star)                  | 1988. november 12. 1991. június 8.      |
| 12.  | 12. | Dinoland (Dinoland)                                        | 1988. november 19. 1991. június 15.     |
| 13.  | 13. | Denver, the Lost Dinosaur                                  | 1988. november 26.                      |
| 14.  | 14. | Jogging Denver                                             | 1988. december 3.                       |
| 15.  | 15. | Denver, the Last Dragon                                    | 1988. december 10.                      |
| 16.  | 16. | High Flying Denver                                         | 1988. december 17.                      |
| 17.  | 17. | Denver at the Digs                                         | 1989. január 14.                        |
| 18.  | 18. | Chef Denver                                                | 1989. január 28.                        |
| 19.  | 19. | Fizzback's Follies                                         | 1989. február 4.                        |
| 20.  | 20. | Dinos are My Life                                          | 1989. február 18.                       |
| 21.  | 21. | Bayou Blues                                                | 1989. február 25.                       |
| 22.  | 22. | Canatta                                                    | 1989. március 11.                       |
| 23.  | 23. | Pluto Needs People                                         | 1989. március 18.                       |
| 24.  | 24. | Arabian Adventure                                          | 1989. március 25.                       |
| 25.  | 25. | Venice Beach Blast                                         | 1989. április 1.                        |
| 26.  | 26. | Big News Denver                                            | 1989. április 8.                        |
| 27.  | 27. | Viva Denver!                                               | 1989. április 15.                       |
| 28.  | 28. | There's No Business Like Snow Business                     | 1989. április 22.                       |

### 2. évad
| Sor. | Év. | Cím                                                        | Premier                                 |
| ---- | --- | ---------------------------------------------------------- | --------------------------------------- |
| 29.  | 1.  | Az nevet, aki utoljára nevet (Winning)                     | 1989. szeptember 23. 1991. június 22.   |
| 30.  | 2.  | Denver, a nagy nyomozó (Enter the Dino)                    | 1989. szeptember 30. 1991. június 29.   |
| 31.  | 3.  | Denver, a lemezlovas (Radio Denver)                        | 1989. október 7. 1991. július 6.        |
| 32.  | 4.  | Denver, a mozi fantomja (The Phantom of the Movie Theater) | 1989. október 14. 1991. július 13.      |
| 33.  | 5.  | Mamut foci (Missing Links)                                 | 1989. október 21. 1991. július 20.      |
| 34.  | 6.  | Kutyaszorítóban (Dog Gone Denver)                          | 1989. október 28. 1991. július 27.      |
| 35.  | 7.  | Hókusz-pókusz (Party Time)                                 | 1989. november 4. 1991. augusztus 3.    |
| 36.  | 8.  | Bánya-rémségek (Aunt Shadie's Ghost Down)                  | 1989. november 11. 1991. augusztus 10.  |
| 37.  | 9.  | Denver a páratlan (Moviestarus)                            | 1989. november 18. 1991. augusztus 17.  |
| 38.  | 10. | Vízi vízió (Denver at Sea)                                 | 1989. november 25. 1991. augusztus 24.  |
| 39.  | 11. | Denver a jég hátán is megél (Ski Denver)                   | 1989. december 2. 1991. augusztus 31.   |
| 40.  | 12. | Denveré a pálma (Beach Blanket Dino)                       | 1989. december 9. 1991. szeptember 7.   |
| 41.  | 13. | Nincs új a nap alatt (History Repeats Itself)              | 1989. december 16. 1991. szeptember 14. |
| 42.  | 14. | Robot-rock és díno-rock (Battle of the Bands)              | 1989. december 30. 1991. szeptember 21. |
| 43.  | 15. | Képtelen képregény (The Comic Book Caper)                  | 1990. január 6. 1991. szeptember 28.    |
| 44.  | 16. | Kié lesz a kormánypálca? (Carnival)                        | 1990. január 20. 1991. október 5.       |
| 45.  | 17. | Cserebere (Pen Pal)                                        | 1990. január 27. 1991. október 12.      |
| 46.  | 18. | Zűrzavar a kínai negyedben (China Town Caper)              | 1990. február 10. 1991. november 2.     |
| 47.  | 19. | Denver és a bűvös kukoricaszár (Denver and the Cornstalk)  | 1990. február 17. 1991. október 19.     |
| 48.  | 20. | Denver, a golfbajnok (Tee Time for Dinosaur)               | 1990. március 17. 1991. november 16.    |
| 49.  | 21. | Kozmikus születésnap (Birthday Party from Outer Space)     | 1990. március 24. 1991. október 26.     |
| 50.  | 22. | Kaja-csata (Food Wars)                                     | 1990. április 14. 1991. november 9.     |